# Marchantia fragrans
Marchantia fragrans là một loài Rêu trong họ Marchantiaceae. Loài này được Balb. mô tả khoa học đầu tiên năm 1803.